# إيساو موريشيتا
إيساو موريشيتا (باليابانية: 森下勲) هو متسابق دراجات نارية ياباني. نافس في سباقات بطولة العالم لفئة 125 سي سي ولفئة 50 سي سي. كما شارك في كأس جزيرة مان السياحية. بدأ المنافسة في بطولة الجائزة الكبرى سنة 1962. أفضل موسم له كان موسم سنة 1963 عندما جاء في المركز الرابع في بطولة العالم لفئة 50 سي سي.